# Pugo
Pugo è una municipalità di quinta classe delle Filippine, situata nella Provincia di La Union, nella Regione di Ilocos.
Pugo è formata da 14 baranggay:
- Ambalite
- Ambangonan
- Cares
- Cuenca
- Duplas
- Maoasoas Norte
- Maoasoas Sur
- Palina
- Poblacion East
- Poblacion West
- San Luis
- Saytan
- Tavora East
- Tavora Proper